# Hochschule für Musik und Theater Hamburg
Die Hochschule für Musik und Theater Hamburg (HfMT Hamburg) ist eine Kunsthochschule in Hamburg. Mit rund 1300 Studierenden ist sie eine der großen musisch ausgerichteten Hochschulen in Deutschland und bietet eine künstlerisch-wissenschaftliche Ausbildung in allen Bereichen der Musik und des Theaters an.

## Lage

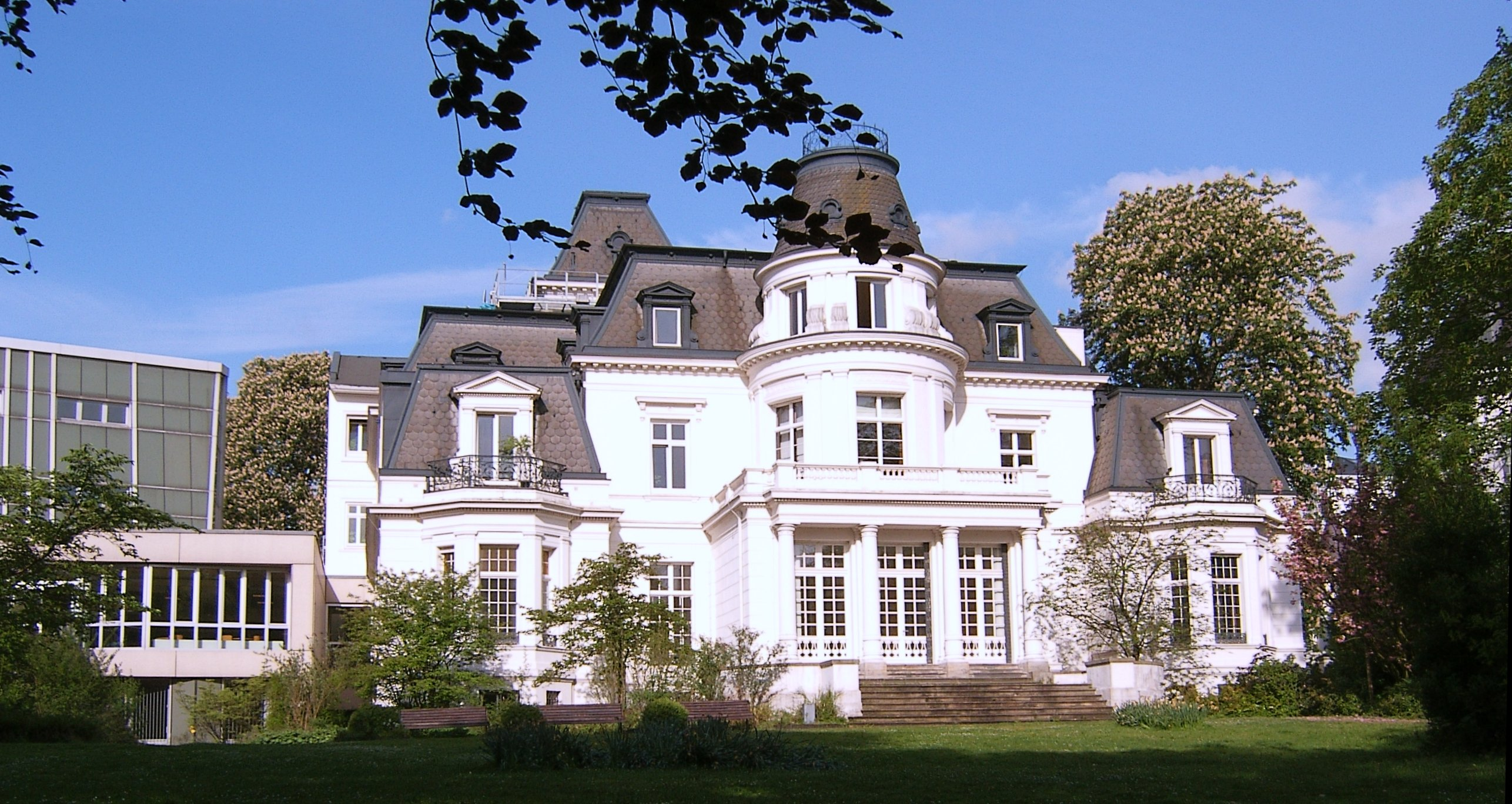
Budge-Palais

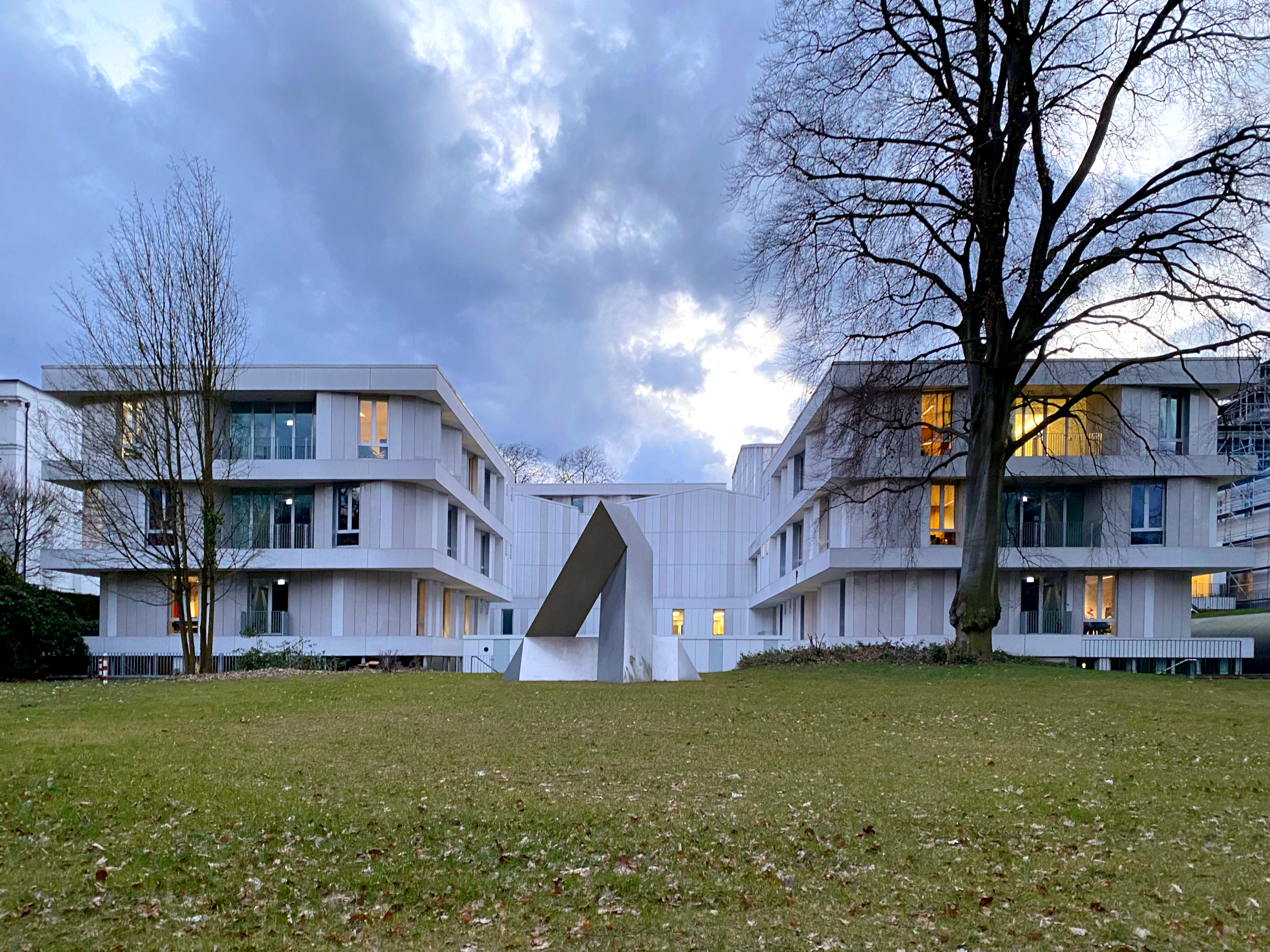
Zwei Flügel des Trautwein-Gebäudes, mittig die Skulptur „Dreiklang“ von Jan Meyer-Rogge

Die zentralen Einrichtungen der Schule befinden sich im Budge-Palais, einer 1884 durch den Hamburger Architekten Martin Haller errichteten Villa am Harvestehuder Weg 12 sowie in angrenzenden Neubauten aus den 1970er und 1980er Jahren, allesamt nahe der Außenalster im Stadtteil Rotherbaum (Bezirk Eimsbüttel).
Die Theaterakademie war vorübergehend an der Hebebrandstraße in der City Nord untergebracht. Zum Wintersemester 2021/22 wurde der Theatercampus in Hamburg-Barmbek am Wiesendamm 26 fertiggestellt. In diesem hat die HfMT Hamburg mit ihrem Campus Barmbek, gemeinsam mit dem Jungen Schauspielhaus des Deutschen Schauspielhauses, eine neue Wirkungsstätte erhalten.

## Geschichte
Die Hochschule entstand aus der privaten Schauspielschule von Annemarie Marks-Rocke und Eduard Marks und wurde unter dem Namen Staatliche Hochschule für Musik 1950 gegründet. Ihr erster Direktor war Philipp Jarnach. Die Hochschule war damals noch in mehreren Gebäuden untergebracht und besaß kein eigenes Gebäude. Nachdem 1954 auch ein Studiengang für Evangelische Kirchenmusik eingerichtet worden war, konnte die Hochschule 1956 in das Budge-Palais umziehen. 1967 wurde die Hochschule in Staatliche Hochschule für Musik und darstellende Kunst umbenannt, um auch die Studiengänge Theater und Oper im Namen kenntlich zu machen.
1970 wurde das Budge-Palais um einen Neubau nach Entwürfen von Fritz Trautwein erweitert, der erste Bauabschnitt umfasste einen Flügelbau und das Studio. Der historische Spiegelsaal, der bis dahin für kammermusikalische Aufführungen der Studenten gedient hatte, wurde 1980 abgetragen, in das Museum für Kunst und Gewerbe Hamburg verbracht und dort 1987 originalgetreu wieder aufgebaut, wo er bis heute für Konzerte genutzt wird. 1985 wurde der zweite Bauabschnitt des Trautwein-Entwurfs mit einem Bauteil und weiteren Flügeln sowie der Tiefgarage im Außenbereich umgesetzt. 1991 wurde die Hochschule erneut umbenannt und heißt seither Hochschule für Musik und Theater. 2003 wurde das Gebäude erneut erweitert, um für die Bibliothek Platz zu schaffen.
Die HfMT gehört zu den Gründungsmitgliedern des Netzwerks der Musikhochschulen für Qualitätsmanagement und Lehrentwicklung. Im August 2014 ist die HfMT zudem erfolgreich als „familiengerechte Hochschule“ zertifiziert worden.
Anfang 2015 schloss die HfMT mit den vier größten Musikhochschulen in Peking und Shanghai ein Partnerschaftsabkommen als Zeichen der Verbundenheit mit den chinesischen Musikhochschulen. Herzstück dieser Vereinbarung ist ein gemeinsamer einjähriger „Internationaler Masterstudiengang“ und ein Programm für Gaststudierende. Von 2019 bis 2021 wurde die Jazz-Hall gebaut, eine Spielstätte mit 200 Sitzplätzen. Das Gebäude ist in das zum Alsterufer hin abfallende Gelände eingebettet und wirkt vom Harvestehuder Weg her wie ein mit Rasen bewachsener Hügel.
Seit 1982 beherbergt die Hochschule für Musik und Theater auch den „Eventim-Popkurs“ (ursprünglich „Modellversuch Popularmusik“), den deutschlandweit ersten Kontaktstudiengang für Popularmusik, aus dem bis heute eine Vielzahl erfolgreicher Musiker und Bands hervorgegangen sind, so unter anderem die Sängerin und Schauspielerin Ute Lemper und die Deutschrock-Band Wir sind Helden.
Leiter
- Philipp Jarnach (1950–59)
- Wilhelm Maler (1959–69)
- Hajo Hinrichs (1969–78)
- Hermann Rauhe (1978–2004)
- Michael von Troschke (kommissarisch April–Oktober 2004)
- Elmar Lampson (2004–2022)
- Jan Philipp Sprick (seit Oktober 2022)

## Fachbereiche und Studiengänge im Überblick
- Studiendekanat I: Künstlerische Studiengänge
  - Komposition/Theorie/Multimedia
  - Instrumentalstudiengänge
  - Dirigieren
  - Jazz
  - Kirchenmusik
- Studiendekanat II: Theaterakademie Hamburg
  - Gesang
  - Oper
  - Musiktheater-Regie
  - Schauspiel
  - Schauspieltheater-Regie
  - Dramaturgie
- Studiendekanat III: wissenschaftliche und pädagogische Studiengänge
  - Musikwissenschaft
  - Lehrämter
  - Diplommusikerziehung (in Zusammenarbeit mit dem Hamburger Konservatorium)
  - Musiktherapie
- Studiendekanat IV: Künstlerische und künstlerisch-wissenschaftliche Studiengänge
  - Gitarre, Harfe
  - Jazz und jazzverwandte Musik
  - Kirchenmusik, Kirchenkunde
  - Klavier
  - Komposition/Jazzkomposition
  - Multimedia
  - Musiktheorie
  - Schlaginstrumente
  - Orgel
  - Popkurs
- Studiendekanat V: Institut für Kultur- und Medienmanagement (KMM)
  - KMM-Fernstudium
  - KMM-Präsenzstudium
- Studiendekanat ZWOELF Querschnittsdekanat:
  - Bindeglied zwischen Lehr- und Veranstaltungsbereich
  - Konzeption fach- und hochschulübergreifender Inhalte
  - Lehrangebote Studium generale
  - Career Center
  - Digitalisierung Lehre

## Bekannte Hochschullehrer
- siehe Kategorie: Hochschullehrer (HfMT Hamburg)

## Bekannte Studierende (Auswahl)
- Hans-Jörg Assmann
- Barbara Auer
- Erdoğan Atalay
- Ingrid Bachér
- Lisa Batiashvili
- Solvejg Bauer
- Hermann Baumann
- Bibiana Beglau
- Ingrid van Bergen
- Dagmar Berghoff
- Oliver Bendt
- Claus Boysen
- Christian Bruhn
- Margit Carstensen
- Unsuk Chin
- Tatjana Clasing
- Hille Darjes
- Angela Denoke
- Kerstin de Witt
- Jasper Diedrichsen
- Justus von Dohnányi
- Jorinde Dröse
- Christoph Eschenbach
- Lorenzo Fioroni
- Markus Frank
- Justus Frantz
- Hans-Joachim Frey
- Evelyn Hamann
- Kirsten Harms
- Stefan Herheim
- Sebastian Herrmann
- Josef Heynert
- Hannelore Hoger
- Ulrich Hub
- Leopold Hurt
- Christiane Iven
- Olga Jegunova
- Peter Jordan
- Toshiyuki Kamioka
- Lothar Kosse
- Marcus Kretzer
- Christa Leiffheidt
- Matthias Leja
- Susanne Lothar
- Dörte Lyssewski
- Julia Malik
- Marie-Luise Marjan
- Claus Martin
- Björn Meyer
- Detlev Müller-Siemens
- Frieder Nögge
- Ewelina Nowicka
- Dörte Maria Packeiser
- Hans-Jörg Packeiser
- Alexander von Pfeil
- Ivan Rebroff
- Judith Rosmair
- Marianne Schroeder
- Roland Schwab
- Sören Sieg
- Claus Unzen
- Iris Vermillion
- Roger Vontobel
- Orazio Zambelletti